# EKO-keurmerk

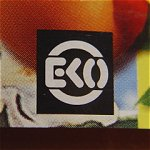
EKO-keurmerk op jampot

Het EKO-keurmerk op de verpakking van voedingsmiddelen geeft in Nederland aan dat het product biologisch is en afkomstig van een bedrijf dat zich inzet voor duurzaamheid. Dat wil zeggen dat het product minimaal voldoet aan de Europese wettelijk gestelde normen voor ecologische producten en productiemethoden. De term biologisch is wettelijk beschermd.

## Ontstaan
Het EKO-keurmerk is in 1985 ontstaan vanuit een groep natuurvoedingswinkeliers en biologische boeren om zekerheid te creëren voor consumenten en controle en bescherming op biologische producten.
Wettelijke regels vanuit de overheid kwamen er pas in 1992 met de Europese regelgeving voor biologische productie.
Stichting EKO-keurmerk is een onafhankelijke Nederlandse non-profitinstelling die is opgericht in 2012 en eigenaar is van het collectieve EKO-keurmerk en van onder meer de EKO-keurmerken voor de horeca en voor winkels.

## Eisen
Er mogen er geen kunstmatige geur-, kleur- en smaakstoffen worden toegevoegd. Ook is door het veevoer mengen van antibiotica en groeihormonen niet toegestaan. Het gebruik van kunstmest en gewasbeschermingsmiddelen is niet geheel verboden: kunstmest is toegestaan indien het toepassen van de overige regels niet volstaat om aan de nutritionele behoeften van de planten te voldoen", gewasbeschermingsmiddelen zijn toegestaan als toepassing van de regels "niet volstaat om de planten adequaat tegen plagen en ziekten te beschermen"".
Horecabedrijven komen in aanmerking voor het keurmerk als zij 80-100% biologisch inkopen (Goud), 50-80% (Zilver), of 15-50% (Brons). Daarnaast is er een uitgebreide checklist met duurzaamheidsaspecten variërend van de inzet van groene energie, tot beperking van voedselverspilling. Het keurmerk is ontwikkeld met chef-koks.

Winkels komen in aanmerking voor het winkelkeurmerk als zij minimaal 90% biologisch assortiment aanbieden en daarnaast aan specifieke duurzaamheidscriteria voldoen.
Het gebruik van het EKO-keurmerk is slechts toegestaan na toestemming van Stichting EKO-keurmerk. Het Nederlandse EKO-keurmerk is aanvullend op het Europees Biologisch keurmerk. Dit wordt uitgegeven door de inspectie-organisatie Skal Biocontrole.
Vanaf 2018 zijn er nieuwe inhoudelijke voorwaarden gesteld:
- inheemse versproducten komen voor minimaal 80% van EKO-licentiehouders
- producten moeten voldoen aan bepaalde voorwaarden op het terrein van 'sociaal & eerlijk'

En vanaf 2019:
- fair-trade eis voor minimaal negen ingrediënten per product